# Świeca standardowa
Świeca standardowa – obiekt astronomiczny o znanej absolutnej wielkości gwiazdowej.
Znając jasność absolutną oraz jasność pozorną (obserwowaną) można wyznaczyć odległość do takiego obiektu, z zależności:
{\displaystyle 5\log _{10}{D}\ =m-M+5,}
gdzie: D – odległość do obiektu w parsekach, m – jego wielkość gwiazdową obserwowaną, a M – jego wielkość absolutną.
Tak wyznaczona odległość nazywana jest odległością jasnościową, i jest
jedną z podstawowych metod wyznaczania odległości do odległych obiektów. Co ważniejsze, wyznaczenie w ten sposób odległości do jednej gwiazdy w odległej gromadzie czy galaktyce
daje oszacowanie odległości do całej gromady lub galaktyki. Podobnie, wyznaczenie odległości do jednej galaktyki w gromadzie galaktyk daje ocenę odległości do całej gromady galaktyk.
Jako świec standardowych używa się między innymi:
- gwiazd zmiennych typu RR Lyrae – pozwalają mierzyć odległości w ramach naszej Galaktyki, do należących do niej gromad kulistych, a także do galaktyk należących do Grupy Lokalnej.
- cefeid – odległości pozagalaktyczne do około 20 Mpc.
- supernowych typu Ia – do większych odległości pozagalaktycznych, są obserwowane w całym widzialnym Wszechświecie. Wadą jest konieczność zaobserwowania wybuchu supernowej, który nawet w dużych galaktykach zachodzi średnio raz na kilkadziesiąt lat.
- najjaśniejsza galaktyka w gromadzie – mało dokładna, ale łatwa do zastosowania miara odległości do dużych, odległych gromad galaktyk.